# Federico Montaner Canet
Federico Montaner Canet (Pamplona, 1874 - Sant Sebastià, 1938) va ser un militar i cartògraf espanyol. Va participar en la revolta militar contra la II República que va donar origen a la Guerra Civil espanyola, i va ser membre de la Junta de Defensa Nacional que va assumir la Prefectura de l'Estat del bàndol revoltat durant el conflicte.

## Formació
Sent un dels cartógrafos més destacats de l'Exèrcit Espanyol, va participar des de 1904 en la delimitació de la frontera entre Espanya i França. Com a tinent coronel de l'exèrcit, va ser nomenat el 1922 cap de la Comissió Geogràfica dels Pirineus, situada a Pamplona. Va realitzar per la Societat d'Estudis Bascos un mapa cartogràfic del País Basc que es va publicar el 1922, i el 1926 un altre de Navarra; tots dos a escala 1:200.000.
Al juliol de 1927 va ser destinat al Marroc, amb l'objecte d'elaborar un detallat informe topogràfic del Protectorat espanyol al Marroc, en col·laboració amb altres destacats cartógrafos militars: Joaquín de Ysasi-Ysasmendi, Rafael Alfonso de Villagómez, Manuel García-Baquero i Luis de Lamo Peris. Aquest important treball abastava una extensió de 20.000 km². Com a cap de la comissió encarregada de l'estudi, va romandre en Àfrica fins a 1935.

## Guerra Civil espanyola
Quan es va produir la revolta d'una part de l'exèrcit contra el govern de la II República, el 18 de juliol de 1936, Montaner es trobava a Pamplona com a cap d'estat major de la 5a Divisió. Va ser un dels capitosts del cop d'estat a la capital navarresa, on immediatament va triomfar la rebel·lió al comandament del general Mola. Quan es va constituir en Burgos la Junta de Defensa Nacional, el 24 de juliol següent, en va ser nomenat secretari, amb el grau de coronel.
La Junta es va dissoldre a l'octubre, i el general Franco va nomenar Montaner segon cap de la Secretaria de Guerra i governador militar de Sant Sebastià, on va morir el 5 de gener de 1938, sense veure acabada la guerra.

## Imputat per crims contra la humanitat i detenció il·legal
En 2008, va ser un dels trenta-cinc alts càrrecs del franquisme imputats per l'Audiència Nacional en el sumari instruït per Baltasar Garzón pels presumptes delictes de detenció il·legal i crims contra la humanitat que suposadament haurien estat comesos durant la Guerra civil espanyola i els primers anys del règim de Franco. El jutge va declarar extingida la responsabilitat criminal de Montaner quan va rebre constància fefaent de la seva defunció, esdevingut setanta anys abans. La instrucció de la causa va ser tan polèmica que Garzón va arribar a ser acusat de prevaricació, jutjat i absolt pel Tribunal Suprem.